# Karies-Impfstoff
Ein Karies-Impfstoff (synonym Streptococcus-mutans-Impfstoff) ist ein experimenteller Impfstoff gegen den Auslöser von Karies, das Bakterium Streptococcus mutans.

## Eigenschaften
Es gibt bislang keine zugelassenen Karies-Impfstoffe. S. mutans siedelt hauptsächlich außerhalb des Körpers im Mund, weshalb mit einer Impfung der Antikörper-Subtyp der Schleimhäute (Immunglobulin A) induziert werden soll. Als Antigene für einen Karies-Impfstoff werden die Virulenzfaktoren GTF (Glucosyltransferasen) und rPAc (Protein-Antigen c, ein Oberflächenprotein) untersucht. Diese beiden Typen von Antigenen vermitteln die Saccharose-unabhängige bzw. -abhängige Anheftung an die Oberfläche von Zähnen.
Experimentelle Karies-Impfstoffe umfassen Fusionsproteine des Proteins rPAc von S. mutans am C-Terminus der Flagellin-Mutante KFD2 aus Escherichia coli. Bei diesem Fusionsprotein wurden die Proteindomänen D2 und D3 des Flagellins entfernt, weil die Proteindomänen D2 und D3 den Toll-like Rezeptor 5 (TLR5) aktivieren und bei der Impfung eine unerwünscht starke Immunantwort auslösen. Ein weiterer experimenteller Karies-Impfstoff in Form eines DNA-Impfstoffs wird untersucht, der Gene für die Glucan-bindende Proteindomäne (GLU) von GTF und für zwei konservierte Bereiche von PAc enthält. Daneben wird ein DNA-Impfstoff untersucht, der für PAc codiert.

## Geschichte
Der erste experimentelle Karies-Impfstoff wurde 1966 von M. A. Wagner publiziert. Weitere frühe Versuche zur Erzeugung eines Karies-Impfstoffs wurden 1969 von W. H. Bowen und A. N. Bahn unternommen.